# Тойрано
Тойра̀но (на италиански: Toirano; на лигурски: Tuiran, Туйран) е малко градче и община в Северна Италия, провинция Савона, регион Лигурия. Разположено е на 38 m надморска височина. Населението на общината е 2650 души (към 2011 г.).